# Secoya
I Secoya (conosciuti anche come Angotero, Encabellao) sono un gruppo etnico indigeno vivente in Ecuador, nella regione amazzonica dei dipartimenti orientali, e in Perù. La popolazione di questa gente è stimata intorno a 297 persone in Ecuador (Vickers 1987), e circa 144 in Perù (SIL 1982). Parlano la lingua secoya, parte del gruppo linguistico Tuconoano. Condividono un territorio presso il fiume Shushufindi, Aguarico e Cuyabeno con i Siona, e vengono a volte considerati come un gruppo indigeno unico.
La gente Siona è organizzata politicamente. Sono stati in conflitto con la Occidental Petroleum a causa di scavi avvenuti nel Blocco 15 in Ecuador.